# La Voce della Patria
La Voce della Patria (tdl. ‘La Voz de la Patria’ en italiano) fue un semanario en italiano publicado en Berlín entre 1943 y 1944. Era un órgano de los fascistas republicanos en el extranjero, publicado por la embajada en Berlín de la República Social Italiana (RSI) para distribuirse en campos de internos militares italianos (IMI) en Alemania tras el armisticio del 3 de septiembre de 1943 entre el Reino de Italia y el potencias aliadas.
El periodista Guido Tonella, que había sido corresponsal de La Stampa, era el editor de La Voce della Patria. La oficina editorial de La Voce della Patria estaba ubicada en Victoriastrasse 10. Fue impreso por Deutscher Verlag.
El primer número de La Voce della Patria se publicó el 3 de octubre de 1943. En 1943 se publicaron 13 números del periódico, mientras que en 1944 se publicaron 37 números. Los números del periódico eran de 46 cm.
La publicación era el único canal de comunicación del mundo exterior con los IMI. La Voce della Patria buscó movilizar apoyo para la RSI entre los internos italianos y argumentó que las acciones alemanas hacia los soldados italianos estaban justificadas. Argumentó que Pietro Badoglio había traicionado a Italia y que los soldados italianos deberían permanecer leales a sus aliados alemanes. Particularmente en el período de octubre a diciembre de 1943, el periódico publicó muchos llamamientos para alistarse para apoyar a Alemania, ya sea uniéndose a las fuerzas armadas de la RSI o uniéndose a unidades laborales. El discurso de la publicación invocaba tanto argumentos morales a favor del fascismo como indicios de que el alistamiento podría resultar en mejores raciones de alimentos o condiciones materiales.
Se distribuyeron en los campamentos entre 40.000 y 50.000 ejemplares de La Voce della Patria. Según los testimonios de los exdetenidos del campo, el periódico se usaba con frecuencia como papel higiénico.
El último número de La Voce della Patria se publicó el 18 de septiembre de 1944. En octubre de 1944, La Voce della Patria fue reemplazada por el quincenal Il Camerata ('El camarada').